# チクソキャスティング
チクソキャスティング（英語: Thixocasting）は合金の半溶融鋳造（英語: Semi-solid metal casting）に分類される技法のひとつである。

## 前処理
インゴットを電磁撹拌により樹枝状の固相が球状化した状態で連続鋳造しビレット（円柱状の棒）を製作。
ビレットは成型機に適した長さに切断される。

## 成型
ビレット断片を誘導加熱し半溶融の状態して、金型に流し込むことで成形する。

## 利点
60％程の固相率まで誘導加熱して圧入鋳造するので、下記の利点が挙げられる。
１．収縮が少ない
２．空気の巻き込みがすくない
３．ドロスやスラッジを巻き込まないので、成型後にNH3ガスやCl2ガスが殆ど発生しない。したがって、コールドチャンバやホットチャンバ方式のダイキャストのように塗装がガスで膨れることは無い。

## 欠点
ビレットは流通が少ないので高価である。

## 上市されている成型機
チクソキャスティングが可能な成形機には、日本の株式会社ソディックプラステックが製造するMgPlusという射出成形機がある。その他、ソディックの合金射出成型機は、基本的にV-LINE® Direct Castingと言う、チクソキャスティング方式を採用している。